# 北一色站
北一色站（日语：／ Kita ishiki eki */?）是位於岐阜縣岐阜市北一色8丁目，名古屋鐵道美濃町線的電車站（廢站）。從此站至徹明町站之間是與道路共用，從此站往野一色方向起進入專用路軌區間。

## 歷史
此站在1911年，美濃電氣軌道路線開通時同時啟用。初時由於電車站所位處的北一色設有步兵第68聯隊的兵營，因此在啟用時站名為兵營前站（日语：／）。在假日，可看見士兵乘坐美濃町線前往岐阜市區。而站名在1941年改名為北一色站。
- 1911年（明治44年）2月11日 - 美濃電氣軌道神田町站（後來名為岐阜柳瀨站）至上有知站（後來名為美濃站）之間開通，兵營前站啟用[3][4]。
- 1930年（昭和5年）8月20日 - 美濃電氣軌道與名古屋鐵道（第一代。同年中改名為名岐鐵道，在1935年起再改名為名古屋鐵道）合併。成為名古屋鐵道的美濃町線電車站[3]。
- 1941年（昭和16年）2月10日 - 電車站改名為北一色站[3]。
- 1970年（昭和45年）6月25日 - 電車站向東邊遷移70米，並且月台配置變為單式月台[5]。
- 2005年（平成17年）4月1日 - 美濃町線全線廢除，此站也同時廢除[4]。

## 電車站構造
截至電車站廢除前，此站是地面車站，設有1面1線的單式月台。由於從徹明町站出發與從名鐵岐阜站出發的列車會在包含此站在內的區間連續行走。因此乘車處（月台）可容納2架電車。而乘車處是位於縣道（岐阜縣道92號岐阜巢南大野線）上的道路內，沒有安全地帶，只有被稱為「Green Belt」的路面範圍（在該處路面會塗上綠色塗裝）。
曾經靠近競輪場前一方路段設有列車交會設備。但是由於道路本身比較狹窄。在美濃町線開始直通至名鐵岐阜站的1970年被廢除，取而代之是於鄰站野一色站設置列車交會設備。
站前曾設有北一色幹事區。當時乘務員會在此站進行交班，隨著幹事區被廢除，站房也被廢除。而此站的列車交會設備還存在時，設有多班電車於北一色站折返，這些班次主要服務市內。

### 配線圖
| ← 徹明町方向    | 北一色站 站內配線略圖 | → 新關方向 |
| 图例 参考文献： |                       |            |

## 電車站周邊
電車站附近設有岐阜縣道92號岐阜巢南大野線與岐阜縣道205號長森各務原線路口。
- 岐阜縣老人日間服務中心

## 相鄰電車站
名古屋鐵道
■美濃町線
競輪場前－北一色－野一色

## 注腳
1. 1 2 3  川島令三. . 名古屋北部・岐阜篇 1. 草思社（日语：草思社）. 1997: 180–181. ISBN 4-7942-0796-4 （日语）.
2. 1 2  . 鄉土出版社（日语：郷土出版社）. 1997: 77. ISBN 4-87670-097-4 （日语）.
3. 1 2 3  . 鄉土出版社（日语：郷土出版社）. 1997: 219–230. ISBN 4-87670-097-4 （日语）.
4. 1 2  今尾惠介（監修）.  7 東海. 新潮社. 2008: 51–52. ISBN 978-4-10-790025-8 （日语）.
5. 1 2  水野鈴一、伊藤寿一、清水武. . 鐵道迷 (交友社). 1970-09, 112: 106 （日语）.
6. ↑  電氣車研究會（日语：電気車研究会），《鐵道畫刊（日语：鉄道ピクトリアル）》通卷第473號 1986年12月 臨時增刊号 「特集 - 名古屋鐵道」，附圖「名古屋鐵道路線略圖」